# Ітіносекі

38°56′4″ пн. ш. 141°7′35″ сх. д. / 38.93444° пн. ш. 141.12639° сх. д.
Ітіносе́кі (яп. 一関市, いちのせきし, МФА: [it͡ɕinosekʲi ɕi̥]) — місто в Японії, в префектурі Івате.

## Короткі відомості
Розташоване в південній частині префектури, на берегах річки Івай, північної притоки річки Кітакамі. Виникло на основі постоялого містечка на Муцівському шляху та призамкового містечка самурайського роду Тамура. Отримало статус міста 1 квітня 1948 року. Найбільший промислово-транспортний центр півдня префектури. Основою економіки є сільське господарство, харчова промисловість і виробництво електроприладів. Станом на 1 жовтня 2007 площа міста становила 1133,10 км². Станом на 1 вересня 2008 населення міста становило 122 032 осіб.